# Молхов, Яко
Я́ко Авра́мов Мо́лхов (болг. Яко Аврамов Молхов; 29 декабря 1915, Велинград, Болгария — 8 апреля 2001, Лос-Анджелес, Калифорния, США) — болгарский литературный и кинокритик, сценарист.

## Биография
В 1954—1958 годах учился в Высшем театральном институте (София). Внёс значительный вклад в развитие национальной кинематографии. В 1953—1962 годах был главным редактором журнала «Киноизкуство», а в 1950—1968 годах редактором сценарной комиссии Студии художественных фильмов в Софии и других студий. Член БКП с 1937 года.

## Фильмография

### Сценарист
- 1949 —  / Той не умира
- 1972 — Короткая исповедь / Кратка изповед (к/м)
- 1977 — Захарий Стоянов[1] / Захари Стоянов (к/м)

## Сочинения
- Литературни кръжоци. Задачи и организации. — София, 1947
- Млада гвардия от Александър Фадеев. Беседа за младежта. — София, 1947
- По следите на съвременността. Проблеми на днешния български роман. — София, 1956
- Кинокритика. — София, 1962
- Съвременни белетристи. — София, 1964
- Критически хроники. — София, 1975
- Съблазните на пътуването. — Варна, 1977
- Пловдивски силуети. Литературни портрети. — Пловдив, 1980
- Автографи. Портретни скици и етюди. — София, 1982
- Времето на критика - избрано, т. 1 и 2. — София, 1985
- Веселин Андреев - Литературни анкети. — София, 1988
- Пътуване към Америка. Пловдив, 1989
- Спомен от едно неочаквано пътуване. — София, 1989
- Евреи-писатели в съвременната българска литература. // Литературата на малцинствата в България след Освобождението. Т. 1. — София, 1999
- Жак Гатеньо Битев. Жадуван свят. — София, 2000 (предговор)
- Бай Яко Молхов – Струйки от чистия извор. — София, 2001 (в съавторство с Продрум Иванов Димов)
- Книга за приятелите. — София, 2004 (посмъртно)